# Vranken-Pommery Monopole
Vranken-Pommery Monopole is een Franse champagne- en wijngroep, waarvan de oorsprong teruggaat tot 1976 toen de Belg Paul-François Vranken zijn eigen champagnemerk op de markt bracht.

## Geschiedenis
De vader van Paul-François Vranken was directeur van de afdeling Porsche bij D'Ieteren. Omdat destijds de aanschaf van een Porsche steevast gepaard ging met het ontkurken van een fles champagne, en omdat de Belgische Porscheclub regelmatig uitstapjes maakte naar de Champagnestreek, raakte de jonge Paul-François al snel in de ban van Champagne. Midden jaren 70 trok Vranken naar de Champagnestreek en koopt in 1978 zijn eerste champagnemerk. Vanaf dan koopt hij het ene merk na het andere.
Ondertussen had hij met Demoiselle zijn eigen champagnemerk gecreëerd en kocht hij in Portugal 238 hectare om het portomerk Sao Pedro in de markt te zetten. In 1998 trok hij met zijn champagnegroep naar de aandelenbeurzen van Euronext Parijs en Brussel. Het is de tweede champagnegroep in omvang en alleen Louis Vuitton Moët Hennessy (LVMH) is groter.
De hoofdzetel bevindt zich in Reims (tot 2003 was het Épernay).
De groei van het bedrijf is gekenmerkt door een aantal overnames, waaronder:
- 1978: champagnehuis Veuve Monnier (gesticht in 1880);
- 1983: de cognac Charles Lafitte & Cie en introductie van de champagne Charles Lafitte;
- 1985: champagnes Demoiselle en Charles Collin;
- 1987: Sacotte uit Épernay;
- 1992: Lallemand uit Rouzy;
- 1996: Heidsieck & Co. Monopole (gesticht in 1785);
- 2002: Pommery en Greno, na deze overname veranderde de naam in Vranken-Pommery Monopole.

## Activiteiten
Vranken-Pommery Monopole is wereldwijd nummer twee op het gebied van de productie en de verkoop van champagne.
De omzet per activiteit is als volgt:
- Champagne (92% van de totale verkopen) met de belangrijke merken Vranken-Pommery, Heidsieck & Co Monopole en Charles Lafitte.
- port (merken: Rozès, Sao Pedro en Terras do Grifo) en rosewijnen (8%).

Eind 2022 beschikte het concern over vijf productiesites waarvan vier in Frankrijk en een in Portugal. Van de omzet werd 41% gerealiseerd in Frankrijk en 38% in overig Europa.